# Pseudoboodon
Pseudoboodon is een geslacht van slangen uit de familie Lamprophiidae.

## Naam en indeling
De wetenschappelijke naam van de groep werd voor het eerst voorgesteld door Mario Giacinto Peracca in 1897. Er zijn vier soorten, inclusief de pas in 2004 beschreven Pseudoboodon sandfordorum.

## Verspreiding en habitat
Alle soorten komen voor in delen van Afrika, maar alleen in de landen Ethiopië en in Eritrea. De habitat bestaat uit tropische en subtropische bossen, graslanden en droge savannen.

## Beschermingsstatus
Door de internationale natuurbeschermingsorganisatie IUCN is aan alle soorten een beschermingsstatus toegewezen. Drie soorten worden beschouwd als 'veilig' (Least Concern of LC) en een soort als 'onzeker' (Data Deficient of DD).

## Soorten
Het geslacht omvat de volgende soorten, met de auteur en het verspreidingsgebied.
| Naam                      | Auteur                          | Verspreidingsgebied | Beschermingsstatus |
| ------------------------- | ------------------------------- | ------------------- | ------------------ |
| Pseudoboodon boehmei      | Rasmussen & Largen, 1992        | Ethiopië            |                    |
| Pseudoboodon gascae       | Peracca, 1897                   | Ethiopië, Eritrea   |                    |
| Pseudoboodon lemniscatus  | Duméril, Bibron & Duméril, 1854 | Ethiopië, Eritrea   |                    |
| Pseudoboodon sandfordorum | Spawls, 2004                    | Ethiopië            |                    |